# Paulista (Paraíba)
Pour les articles homonymes, voir Paulista.
Paulista est une ville brésilienne du nord-ouest de l'État de la Paraíba.
Sa population était estimée à 11 619 habitants en 2007. La municipalité s'étend sur 577 km2.